# 勞森 (北達科他州)
勞森（英語：Rawson）是美國北達科他的一城市,人口為6人, 位於47°49′3″N, 103°32′35″W, 根據美國人口調查局,城市總面積有0.6km²。

## 人口
勞森有6個白人居民、由2個家庭組成。人口密度是9.3/km² (24.5/mi²)。
在2個家庭中有50%的是有18歲以下的孩子;100%是一起生活的已婚夫婦。家庭並無人獨居或65歲以上。平均家庭大小是3.00 並且平均家庭大小是3.00 。
勞森人口的33.3%是18歲以下, 33.3%是25到44歲, 33.3% 是45到64。每100位女性有50位男性。

## 收入
一個家庭收入的中間數為$16,250,家庭收入的中間數為$16,250,國民平均收入為$5,467。沒有人和家庭是在貧困線之下。